# Ichneumon oblatorius
Ichneumon oblatorius là một loài tò vò trong họ Ichneumonidae.